# The Hunter - Il cacciatore
The Hunter - Il cacciatore è un film del 2010 scritto e diretto da Rafi Pitts. In Italia è uscito il 17 giugno 2011.
Il film è stato candidato all'Orso d'oro del Festival internazionale del cinema di Berlino e al Mar del Plata Film Festival.